# IC 2036
IC 2036 је спирална галаксија у сазвјежђу Еридан која се налази на листи објеката дубоког неба у Индекс каталогу.
Деклинација објекта је - 39° 41' 19" а ректасцензија 4h 9m 55,0s. Привидна величина (магнитуда) објекта IC 2036 износи 13,8 а фотографска магнитуда 14,5. IC 2036 је још познат и под ознакама ESO 303-1, MCG -7-9-10, PGC 14586.